# Shali Center

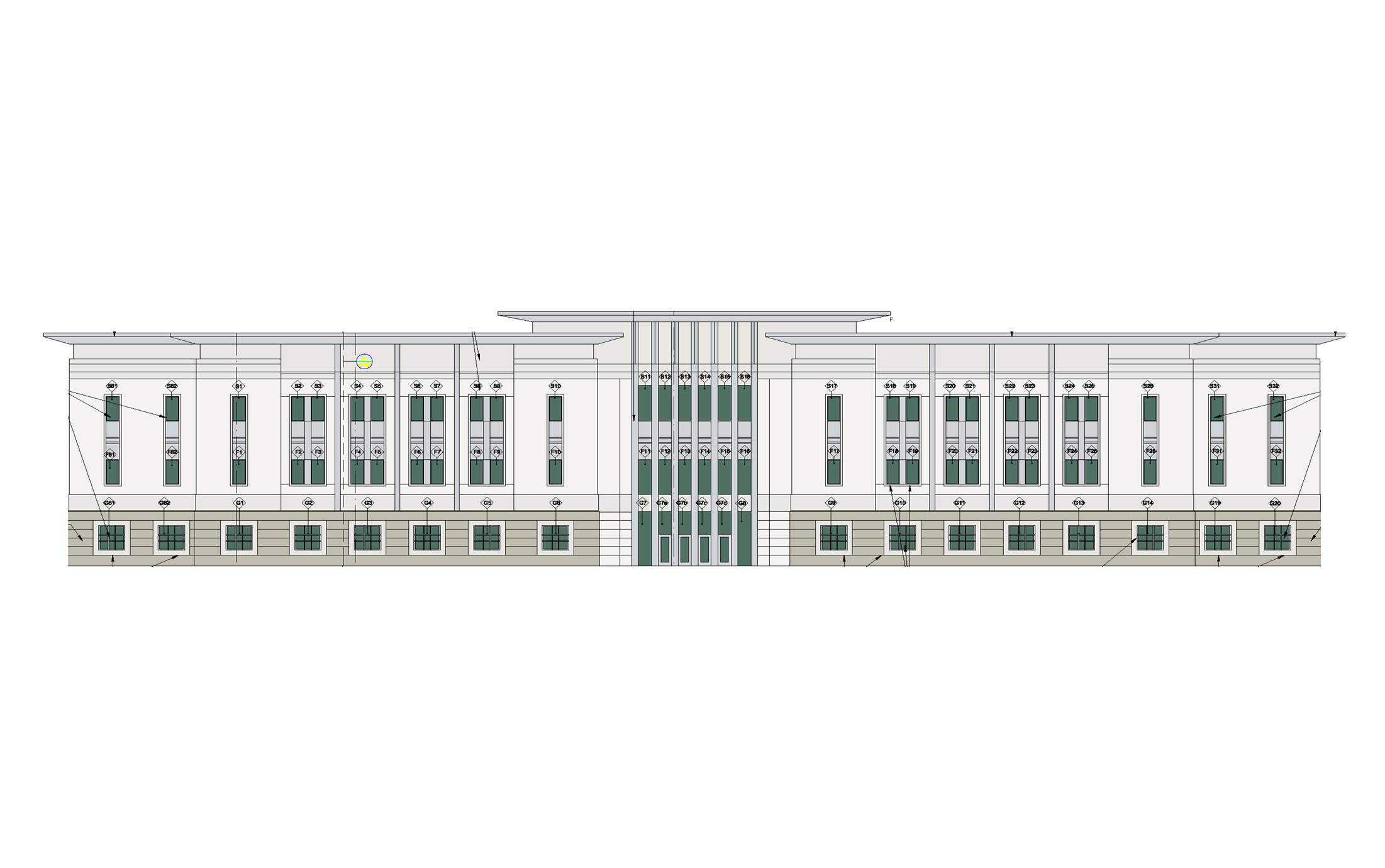
Entwurf, 2009

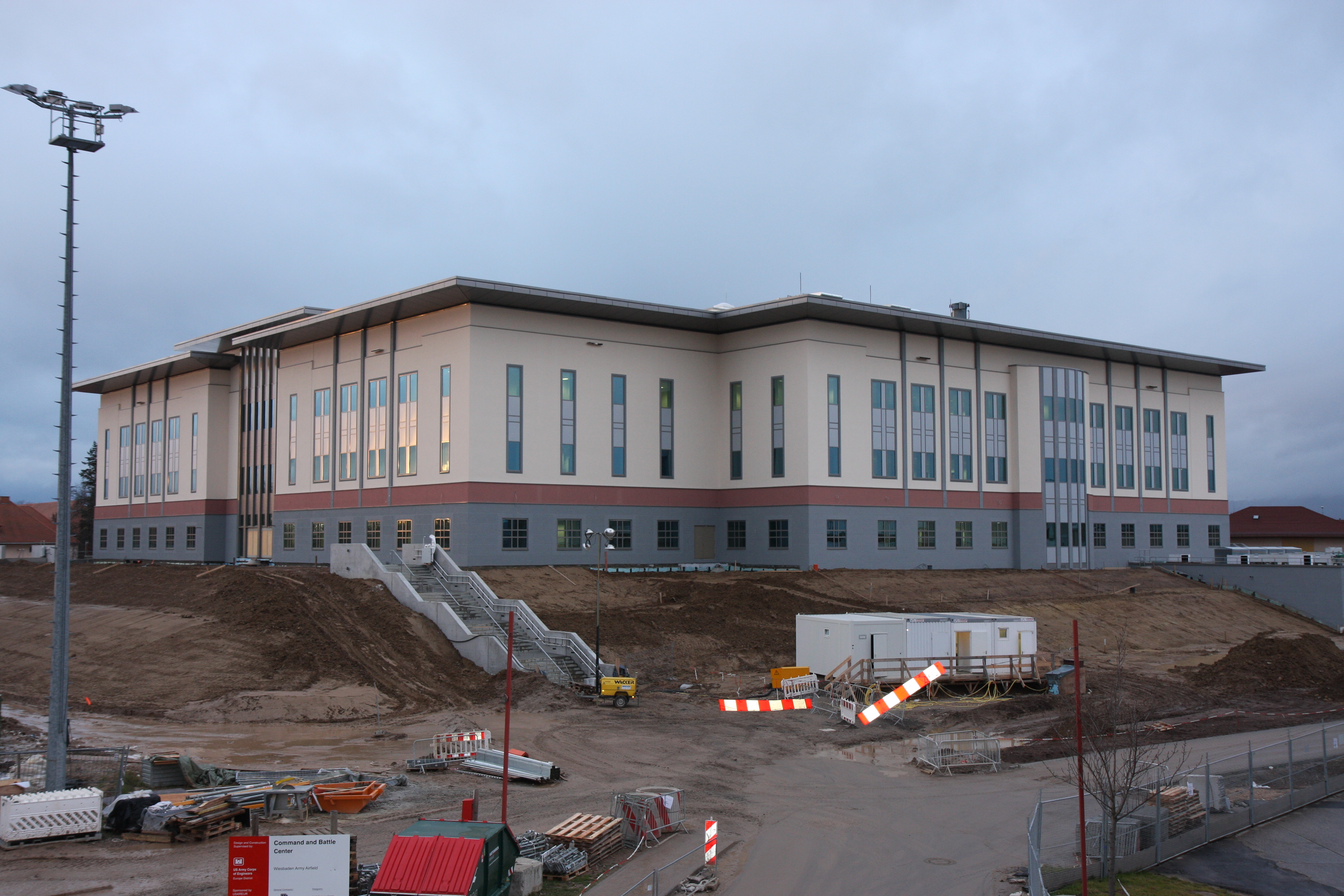
Baufortschritt 2011

Das General John Shalikashvili Mission Command Center, kurz Shali Center, in Wiesbaden beherbergt auf vier Etagen das Kommando- und Führungszentrum (Combined Operations Intelligence Center) der U.S. Army Europe and Africa (USAREUR-AF). Das Bauwerk befindet sich in der Clay-Kaserne in Wiesbaden-Erbenheim.
Nach vollständiger Inbetriebnahme werden alle rund 30.000 Soldaten der US-Landstreitkräfte in Europa zentral aus dem neuen Hauptquartier, welches sich auf dem Gelände der Lucius D. Clay Kaserne in Wiesbaden-Erbenheim befindet, kommandiert werden.
Auftraggeber des Gebäudes war das U.S. Army Corps of Engineers (USACE). In 27-monatiger Bauzeit von Januar 2010 bis April 2012 erstellte der Stuttgarter Anlagenbauer M+W Group als Generalplaner und -unternehmer mit der Ed. Züblin AG, einer Tochter der Strabag, als Nachunternehmer das Gebäude. Dabei war die M+W Group hauptsächlich für Planung, Projektleitung, Projektsteuerung sowie Bauleitung bis zur schlüsselfertigen Übergabe an die US Army verantwortlich während Züblin sämtliche Rohbauarbeiten in Eigenleistung mit überwiegend eigenem Personal aus Thüringen und Sachsen durchführte.
Die Baukosten des für 1100 Arbeitsplätze ausgelegten Objekts betrugen 95 Millionen Euro. Das Gebäude hat eine Bruttogeschoßfläche von 25.000 m²; die Abmessungen betragen 95 m Länge, 80 m Breite und 25 m Höhe. Es erhielt vom U.S. Green Building Council das Gütesiegel LEED Silber verliehen.

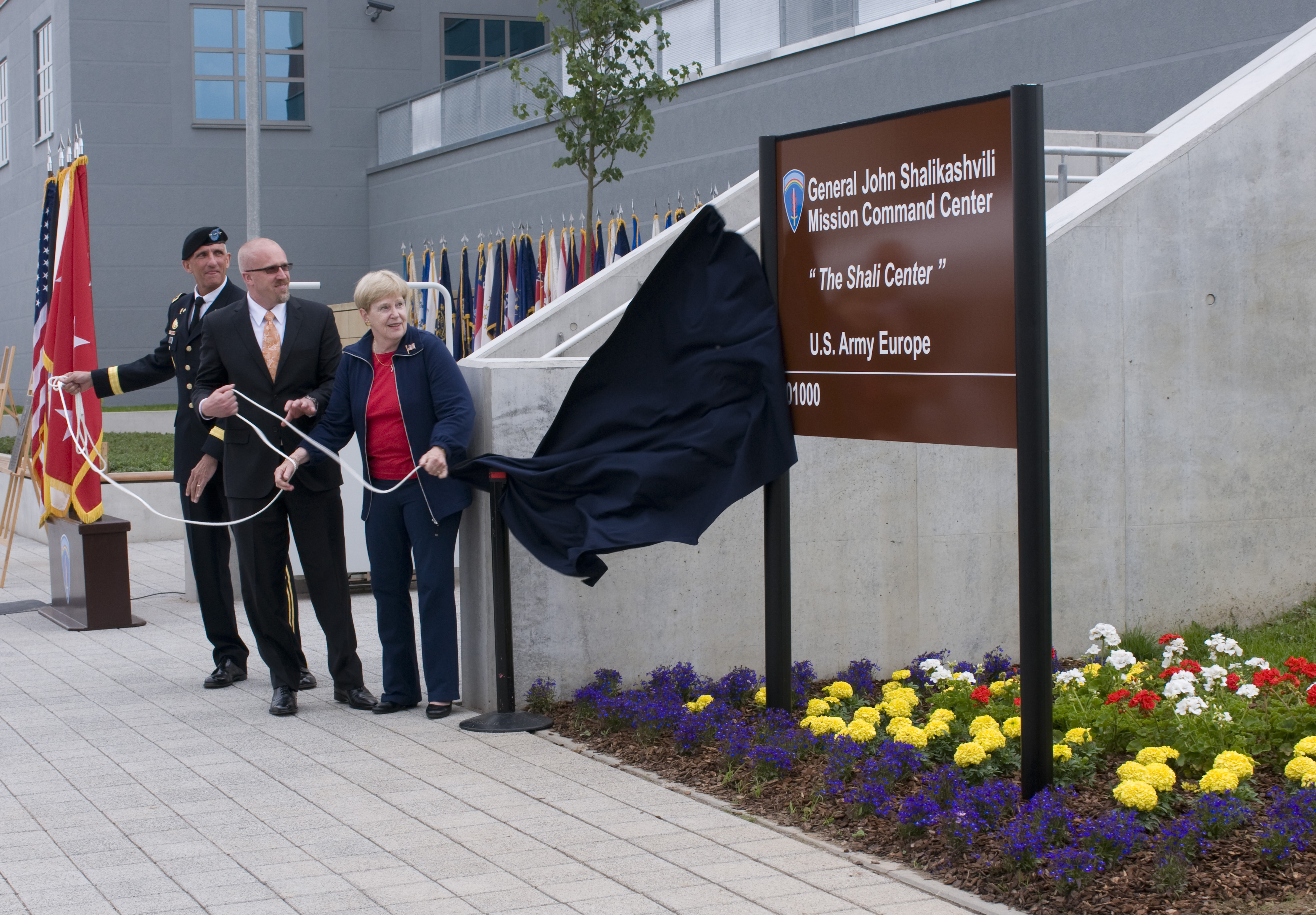
Eröffnung des Shali Centers, 2012

Am 14. Juni 2012 wurde die Einrichtung in einem feierlichen Akt von Generalleutnant Mark Hertling eingeweiht und nach General John Shalikashvili benannt. Der Beginn der Tätigkeit des Combined Operations Intelligence Centers im neuen Gebäude wurde für das Frühjahr 2013 angekündigt.